# Seguiriya
Die Seguiriya oder Siguiriya ist eine der ältesten Formen (Palos) des Flamenco. Der Begriff wird meist im Plural Seguiriyas verwendet: Man singt, tanzt oder spielt, dem üblichen Sprachgebrauch entsprechend, por seguiriyas, d. h. im ernsten, getragenen Seguiriya-Stil. Neben der Soleá ist die Seguiriya nach Ansicht einiger Autoren eine der wichtigsten historischen Säulen des Cante jondo, einer ernsten, besonders stark von der Interpretationsweise der andalusischen Gitanos beeinflussten Ausprägung des Flamenco.

## Geschichte
In der Musik der andalusischen Gitanos tauchten im Verlauf des 19. Jahrhunderts Gesangsformen auf, deren Liedtexte die Bezeichnung Seguidilla gitana erhielten, aus der gegen Ende des Jahrhunderts die an der andalusische Aussprache orientierte Schreibweise „Seguiriya“ oder „Siguiriya“ hervorging. Die heute übliche dialektale Schreibweise setzte sich allerdings erst in der zweiten Hälfte des 20. Jahrhunderts durch, bis dahin wurden die dieser Kategorie zugeordneten Gesänge, z. B. auf den Labeln von Schellackplatten, zur Unterscheidung zur Seguidilla kastilischen Ursprungs überwiegend als Seguidilla gitana ausgezeichnet, denn mit dem Übergang in die musikalische Tradition der Gitano-Familien hatte sich der Charakter der volkstümlichen Seguidilla verändert: Mit dem schnellen Tanzlied, das bis in die Gegenwart traditionell als Paar- oder Gruppentanz mit Kastagnettenbegleitung ausgeführt wird und aus dem sich im 18. Jahrhundert der virtuose Bolero der Tanzakademien entwickelt hatte, hat die Seguiriya gitana als langsames, von individueller Tragik und Schmerz geprägtes Gesangsstück keine Gemeinsamkeiten mehr.

### Playeras und Plañideras
Die auf den spanischen Philologen und Musiker José María Sbarbi y Osuna (* 1834, Cádiz; † 1910, Madrid) zurückgehende, und fast ein Jahrhundert später durch den Musikwissenschaftler Manuel García Matos (* 1912, Plasencia; † 1974, Madrid) erneut aufgegriffene These, nach der die Gesänge von Klageweibern (spanisch plañideras, von plañir ‚klagen‘) eine Vorstufe der Seguiriyas seien, ist trotz der unsicheren Quellenlage nicht völlig von der Hand zu weisen. Während jedoch Sbarbi von der Identität der Seguidilla playera bzw. Playera als Verballhornung von Seguidilla plañidera bzw. Plañidera ausgeht, machte in den 1960er Jahren der Autor Hipólito Rossy den Einwand geltend, dass es sich bei Plañidera und Playera um Liedformen unterschiedlichen Charakters handeln könnte.
Ein als früher Beleg angeführtes einaktiges Singspiel mit spanischem Sujet, La máscara afortunada (1820) des italienischen Komponisten Benedetto Neri (1771–1841), enthält unter der Nr. 9 eine Gesangsnummer „a lo gitano“ mit dem Titel Las Plañeras, wobei in den Überschriften der Einzelstimmen auch die Schreibweise Playeras Verwendung findet. Trotz der Schlussfolgerung von García Matos, es handele sich hierbei „hundertprozentig“ (“cien por cien”) um eine historisch frühe Quelle einer Plañidera bzw. Playera im Flamencostil, bleiben angesichts der musikalischen Struktur der Komposition Zweifel bestehen, ob sie als Dokument einer unmittelbaren Entwicklungslinie zur Seguiriya gitana gedeutet werden kann.

### Die Seguiriya gitana
In der Ära der Cafés cantantes, die sich ab etwa 1850 von Sevilla ausgehend in spanischen Städten verbreiteten, entwickelten schöpferische Interpreten, wie Paco La Luz und Silverio Franconetti, die Seguiriyas zu einer Kunstform und machten sich damit einen Namen. Anfang des 20. Jahrhunderts verbreitete sich der Flamenco nach und nach über die gesamte Iberische Halbinsel, und entfernte sich damit zunehmend von seinem ursprünglichen Milieu. Damit einher ging die Abkehr von den traditionellen Seguiriyas und Soleares, und somit vom als ursprünglich wahrgenommenen Cante jondo, hin zu den gefälligeren Stücken der Ópera Flamenca.
Intellektuelle wie der Dichter Federico Garcia Lorca und der Komponist Manuel de Falla sahen durch die zunehmende Professionalisierung des Flamenco „eine der wertvollsten künstlerischen Ausdrucksformen Europas“ gefährdet. Gemeinsam riefen daher beide 1922 einen Wettbewerb für den Cante jondo in Granada ins Leben, von dem professionelle Sängerinnen und Sänger ausgeschlossen waren, und zu dessen Pflichtstücken unter anderem Saetas, Serranas, Martinetes, sowie als eigene Wettbewerbskategorie auch die Seguiriyas gitanas gehörten. So konnte der aus Puente Genil stammende Sänger Diego Bermúdez Cala (um 1850–1933), genannt El Tenazas, mit seiner archaischen, durch den bekannten Flamencogitarristen Ramón Montoya auf der Gitarre begleiteten Seguiriya Juroren und Publikum dermaßen beeindrucken, dass ihm die Jury in Anbetracht seiner Gesamtleistung den Siegespreis zusprach, obwohl er am zweiten Wettkampftag offenkundig noch vom Vortag alkoholisiert seinen Auftritt verpatzte. Ein weiterer Preisträger und die eigentliche Entdeckung des Concurso war der erst zwölfjährigen Manuel Ortega, der ebenfalls mehrere Seguiriyas interpretierte, und später unter dem Namen Manolo Caracol zu einem der populärsten Sänger seiner Epoche werden sollte.
Der Erste, der sich an eine tänzerische Interpretation der Seguiriya wagte, war in den 1930er Jahren Vicente Escudero (1888–1980) – ein experimentierfreudiger Tänzer von großer Ausdruckskraft, der ästhetische Kategorien der Moderne mit der Formensprache alter Zeiten zu verbinden verstand.

## Dramaturgie und Form
Ursprünglich ist die Seguiriya ein Duett zwischen Gesang und Gitarre. Die Auffassung einiger Autoren, dass sie in den Anfängen sogar ein reines Gesangsstück ohne Instrumentalbegleitung gewesen sei, lässt sich nicht belegen und ist daher spekulativer Natur.
Den Beginn markiert die Gitarre mit stetigem Schlag. Kurze Attacken und Schläge auf die Basssaiten leiten den Auftritt der Sängerin oder des Sängers ein. Sie schließen für gewöhnlich auch jede Strophe ab und leiten die folgenden ein. Der klassische Beginn des Gesangs ist die Lautfolge tiritiritiri; wie ein Kornett im Musiktheater soll sie die Aufmerksamkeit des Publikums wecken.
Danach interpretiert die Gesangsstimme einen poetischen Text ohne große melodische Auszierung, jedoch mit hoher emotionaler Intensität. Sie überlässt wieder der Gitarre das Feld, die ihr ursprüngliches Thema variiert. Erneut tritt der Gesang wieder in Szene, mit einer kraftvollen melismatischen Interpretation.
Das Finale kann die Gitarre für eine ausgiebige Modulation nutzen. Ganz zum Schluss markiert sie insistierend den Rhythmus der Seguiriya.
Der Tanz zur Seguiriya ist schlicht, feierlich und ernst. Der Tänzer begleitet den Gesang mit ausladenden langsamen Schrittpassagen (paseados) und ausgreifenden Arm- und Fingerbewegungen. Diese Bewegungen sind gradlinig, geometrisch, aufrecht, ausgeprägt an der Vertikalen orientiert; von ähnlicher „Schönheit wie gotische Architektur“. Zäsuren unterstützt der Tänzer mit leichtem Fußtrommeln (punteado) und hin und wieder mit stolzem Aufstampfen (desplante). In den Gesangspausen brilliert er oder sie mit Zapateados, die trocken, kraftvoll, präzise und scharf sein müssen. Vicente Escudero beschrieb den Charakter so:

«Con la ‹seguiriya›, la guitarra y el cante no pueden utilizar acrobacías y fantasías. El baile tampoco admite frivolidades ni florituras. Si se baile la ‹seguiriya› hay que hacerlo con el corazón y sin respirar. O, mejor aún, ha de ser el propio corozón el que no permita que se respire. Sólo de esta forma sería yo, por ejemplo, capaz de bailar en un templo sin profanarle. Hasta parece que el sonido rítmico y grave de las cuerdas obliga a recurrir a la liturgia.»

„In der ‚Seguiriya‘ dürfen sich Gitarre und Gesang keine Kunststücke und Fantasien leisten. Ebensowenig erlaubt der Tanz Frivolitäten und Ausschmückungen. Wenn man die ‚Seguiriya‘ tanzt, dann muss man es mit dem Herzen tun, ohne zu atmen. Oder besser noch, man muss das eigene Herz sein, das zu atmen sich nicht gestattet. Nur diese Form kann ich zum Beispiel in einer Kirche tanzen, ohne sie zu entweihen. Es scheint sogar, dass der rhythmische und schwere Klang der Saiten dazu verpflichtet, die Liturgie heranzuziehen.“

## Verse
Die Gesangsstrophen (Coplas) einer Seguiriya entsprechen in idealtypischer Form der literarischen Form der Seguidilla gitana mit vier Versen, bestehend aus drei sechssilbigen Versen mit einem elfsilbigen, aus zwei Halbversen mit fünf und sechs Silben zusammengesetzten dritten Vers, so dass die Strophe auch als Fünfzeiler interpretiert werden kann. Die mündlich überlieferten Coplas sind jedoch nie ganz gleichförmig. Eine Abwandlung ist die Seguiriya corta oder Seguiriya corrida. Sie besteht aus zwei sechssilbigen Versen, die einen elfsilbigen Vers umschließen.
Die folgende Strophe, aus dem 19. Jahrhundert überliefert und von Manolo Caracol 1958 für eine Aufnahme bei Hispavox gesungen, ist ein typisches Beispiel:
Cuando yo me muera

te pido un encargo

que con tus trenzas de tu pelo negro

me amarres mis manos.
Wenn ich einmal sterbe,

tu mir den Gefallen,

mit deinen Zöpfen aus deinem schwarzen Haar

bind mir meine Hände.
Die älteste überlieferte Seguiriya, aus der ersten Hälfte des 19. Jahrhunderts, wurde von El Planeta gesungen:
A la luna le pío,

la del alto cielo,

como le pío que me saque a mi pare

de onde esta metío.
Zum Mond flüstere ich,

dort am hohen Himmel,

ich flüstere, er möge meinen Vater befreien

von dort, wo man ihn festhält.
Eine andere bekannte Copla ist diese:
Una noche oscurita

a eso de las dos

le daba voces a la mare de mi alma

no me respondío.
In stockfinsterer Nacht

um zwei Uhr in der Früh

schrie ich nach meiner geliebten Mutter,

sie antwortete nicht.

## Musik

### Gesang
Sängerin oder Sänger können den Text in ihrer Interpretation nach ihrem Empfinden umgestalten. Auch die Auswahl und die Reihenfolge der Coplas stehen frei.
Ferner setzen die Sänger Pausen und zerlegen die Copla in mehrere Sequenzen, Tercios. Sie akzentuieren durch Zwischenrufe, Lalias, und durch melismatisch gesungene Vokale. Für einen Zuhörer, der damit nicht vertraut ist, ist ein derart zerstückelter Text schwer verständlich.
Die oben gezeigte Copla (Una noche oscurita) interpretierte Pastora Pavón, La Niña de los Peines, so:
Aaa-i

(kurzes Gitarrensolo)

Aaa-i-i-i, una noche oscurita

(längeres Gitarrensolo)

a eso de-

-e las dos

a eso de las dos, a eso de-

-e las dos

(Gitarrensolo)

Le daba voces

(Gitarrensolo)

Le daba voces a la mare de mi alma no-

-o me re-

-espondío.

Voces le daba a la mare de mi alma de-

-e mi co-

orazón.

Traditionell ist die Gesangsstimme in der Seguiriya rau, heiser und kraftvoll – dem tragischen Charakter der Seguiriya angemessen. Nach Francisco Ortega, genannt El Fillo, wird diese Stimme voz afillá genannt. Durch Sänger wie Manolo Caracol, Terremoto und Pansequito wurde sie bekannt.

## Harmonik
Die Seguiriyas beruhen melodisch und harmonisch auf dem modo frígio, dem in vielfältigen Varianten in der spanischen Volksmusik verbreiteten phrygischen Modus. Charakteristisch ist die überwiegend ostinate Verwendung der sogenannten Andalusischen Kadenz. Im Gegensatz zur metrisch identischen Serrana in E-Phrygisch ist die Tonart der Seguiriya in der Gitarrenbegleitung meist A-Phrygisch.
Eine Variante der Siguiriyas sind die angeblich bereits auf El Fillo zurückgehenden und von Silverio Franconetti in den Repertoirekanon des Flamenco übernommenen Cabales die – möglicherweise nach dem Vorbild der italienischen Cabaletta – als virtuoser Abschluss mehrerer Seguiriyas-Strophen dienen und die durch ihren Wechsel nach A-Dur Ähnlichkeiten zu frühen Formen der Guajiras aufweisen.

### Rhythmus
Der Rhythmus der Seguiriya beruht auf einem metrischen Zyklus mit zwölf Zählzeiten, der auch in anderen Palos vorkommt. Die Seguiriya hat dabei ein eigenes, asymmetrisches Betonungsschema:
[1 2 3 4 5 6 7 8 9 10 11 12]
Oder, in einfacherer Zählweise:
[1 2 1 2 1 2 3 1 2 3 1 2]

## Stilarten
Eine Arbeit der Autoren Luis Soler Guevara und Ramón Soler Diaz untersuchte 736 Seguiriyas, die sie nach musikalischen Kriterien und der Ausgestaltung der Texte in 60 Varianten unterteilten. Zu einem der einfacheren Klassifizierungssysteme des Flamencoschrifttums gehört die Unterscheidung der Seguiriyas nach ihrer lokalen Herkunft:
- Seguiriyas de Cádiz y Los Puertos, aus Cádiz und den umliegenden Städten der Bahía de Cádiz, sowie Sanlúcar de Barrameda,
- Seguiriyas de Jerez, aus Jerez de la Frontera,
- Seguiriyas de Triana, aus dem Sevillaner Stadtteil Triana.

### Information
- José María Velázquez-Gaztelu: Rito y Geografía del Cante Flamenco – Seguiriyas 1. (Video) In: YouTube. 11. Juni 2011, abgerufen am 9. Oktober 2015 (spanisch, 33 Minuten).
- José María Velázquez-Gaztelu: Rito y Geografía del Cante Flamenco – Seguiriyas 2. (Video) In: YouTube. 12. Juni 2011, abgerufen am 9. Oktober 2015 (spanisch, 30 Minuten).

### Beispiele – Gesang und Gitarre
- Camarón de la Isla por Seguiriya. (Video) In: YouTube. 1. März 2009, abgerufen am 9. Oktober 2015 (spanisch, Solo; Camarón de la Isla singt und spielt Gitarre).
- Terremoto por Seguiriya. (Video) In: YouTube. 1. März 2009, abgerufen am 9. Oktober 2015 (spanisch).
- Estrella Morente (chant) & José Carbonell «Montoyita» (guitare) – Siguiriya. (Video) Casino Théâtre Barrière de Toulouse. In: YouTube. 15. April 2014, abgerufen am 9. Oktober 2015 (spanisch).

### Beispiele mit Tanz
- Baile por Seguiriyas del Farruco. (Video) In: YouTube. 3. September 2008, abgerufen am 9. Oktober 2015 (spanisch, Gesang: El Chocolate, Gitarre: Luis Habichuela).
- Flamenco – Seguiriya – Antonio Canales 1999. (Video) In: YouTube. 5. August 2011, abgerufen am 9. Oktober 2015 (spanisch).
- Adela Campallo por Seguiriyas. (Video) Jerez 06 - Flamenco. In: YouTube. 6. Januar 2012, abgerufen am 9. Oktober 2015 (spanisch).

### Instrumentale Interpretation
- Manolo Sanlucar por Seguiriyas. In: YouTube. 31. August 2008, abgerufen am 9. Oktober 2015 (spanisch).